# TJ Sokol Praha – Strašnice
TJ Sokol Praha – Strašnice je tělovýchovný spolek, který sídlí v Praze 10 - Strašnicích, v Saratovské ulici 4/400, ve vlastní sokolovně.

## Historie
Sokolská jednota ve Strašnicích vznikla 18. října 1908 za podpory obecního zastupitelstva a blízkých již existujících jednot a tajemníka ČOS Jaroslava Borotínského Zyky, který byl zvolen prvním starostou. Strašnice byly v té samostatnou obcí, která se stala součástí Prahy v roce 1922. Zakládající členové cvičili v hostinci "U Trmalů". Na jaře 1909 byla jednota přijata do župy Středočeské. Vzhledem k rostoucímu počtu cvičenců bylo nakonec sokolům povoleno cvičit v tehdejší nové škole. Příliv nových členů po vzniku samostatného Československa přiměl strašnické sokoly postavit si v roce 1921 vlastní tělocvičnu, a to na pozemku darovaném statkářem Juliem Bečvářem, někdejším majitelem Bečvářova dvora. V roce 1933 vydala jednota pamětní sborník "25 let Sokola ve Strašnicích". Za 2. světové války se někteří strašničtí sokolové aktivně zapojili do protinacistického odboje, například Ing. Karel Meissner, Miroslav Šrámek, Miroslav Vojtěchovský a další. Dne 3. května 1947 byla na sokolovně odhalena pamětní deska se jmény padlých členů, která připomíná tuto smutnou historii. Po přerušení činnosti během druhé světové války došlo pak od roku 1947 k největšímu rozvoji aktivit strašnických sokolů vůbec. Po roce 1948 však Sokol ze Strašnic prakticky zmizel.
Po roce 1956 se ve strašnické sokolovně obnovovala tělovýchovná a společenská činnost za přispění některých členů dříve zakázaného Sokola. Jednota fungovala pod názvem TJ Dynamo Vozovna Praha Strašnice. V roce 1956 reprezentovala členka Věra Trmalová–Drazdíková ČSR ve sportovní gymnastice na Letních olympijských hrách v Melbourne. V roce 1960 vystoupili muži (i jiné oddíly) na Spartakiádě.
V letech 1969–1989 patřila jednota k TJ Dopravní podniky Praha. V únoru 1990 začal pracovat přípravný výbor a dne 2. května 1990 se konala ustavující Valná hromada, která zvolila řádný Výbor jednoty. Strašnický Sokol byl jedním z prvních obnovených v Praze 10 a jeho členové dali podnět k obnově Středočeské župy – Jana Podlipného i ČOS a od počátku se na ní podíleli. Po převzetí do vlastní správy byla sokolovna v havarijním stavu, byla provedena rozsáhlá rekonstrukce. Po náročných jednáních s posledním držitelem sokolovny, TJ Dopravním podnikem, došlo 5. ledna 1994 k navrácení objektu i pozemků do vlastnictví Sokola.
V roce 2001 bylo dojednáno odkoupení pozemků od dědiců statkáře Bečváře. Magistrát hlavního města Prahy schválil v roce 2002 žádost Výboru jednoty o grant na rekonstrukci venkovního škvárového hřiště. Sokolovna se průběžně rekonstruuje.
Od poloviny roku 2001 není jednota součástí ČOS.

## Galerie

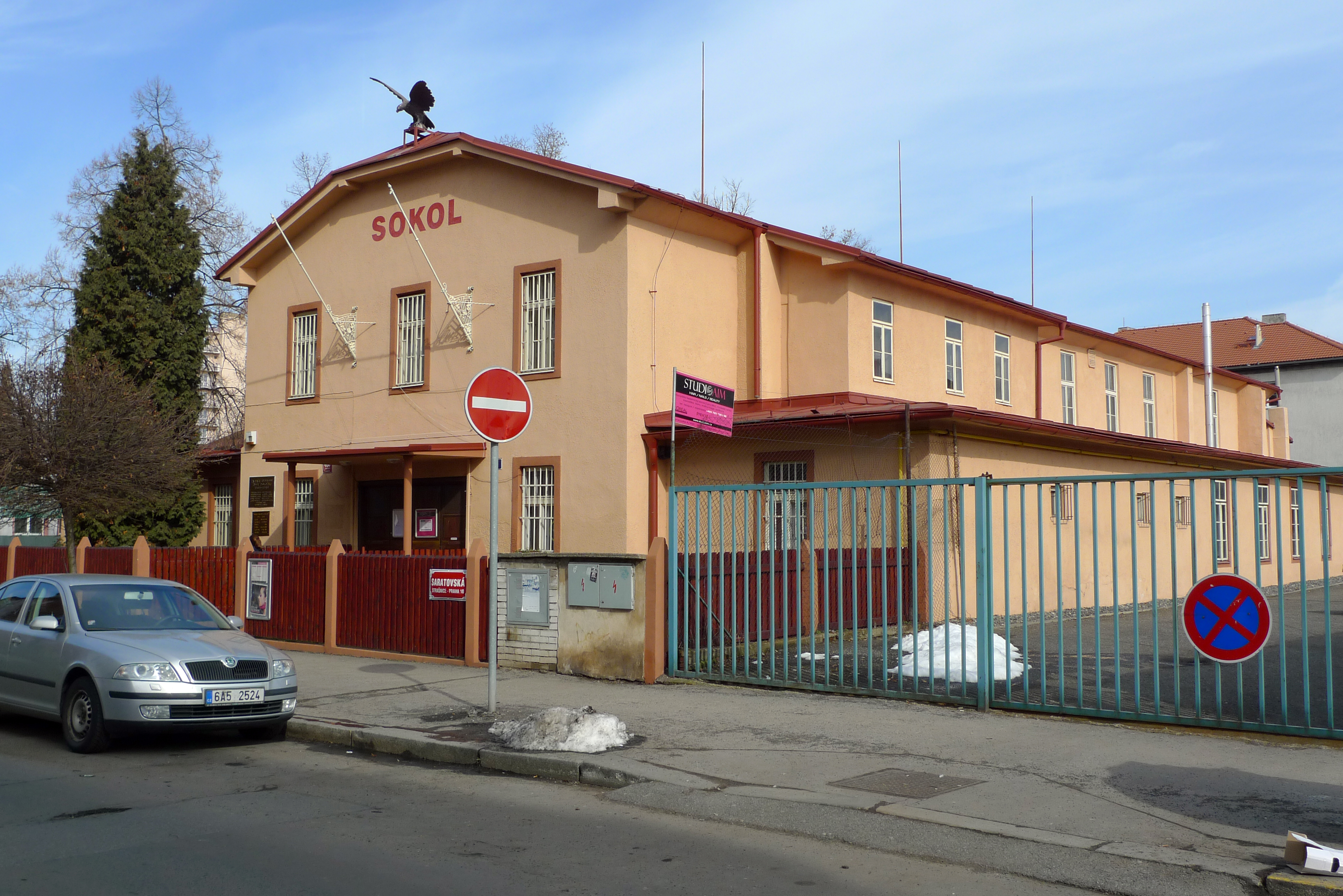
Strašnická sokolovna, Saratovská 4/400
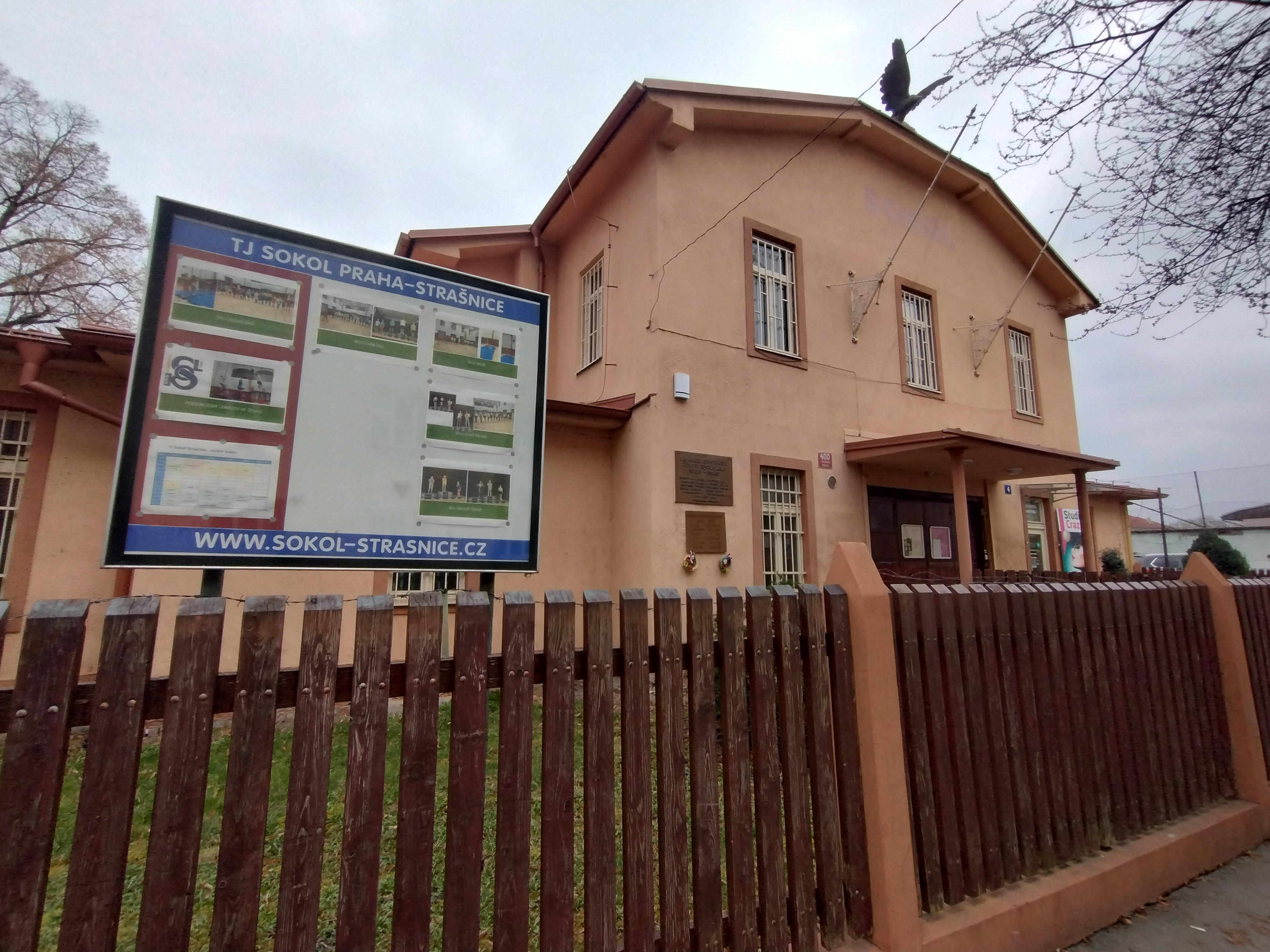
Strašnická sokolovna, Saratovská 4/400
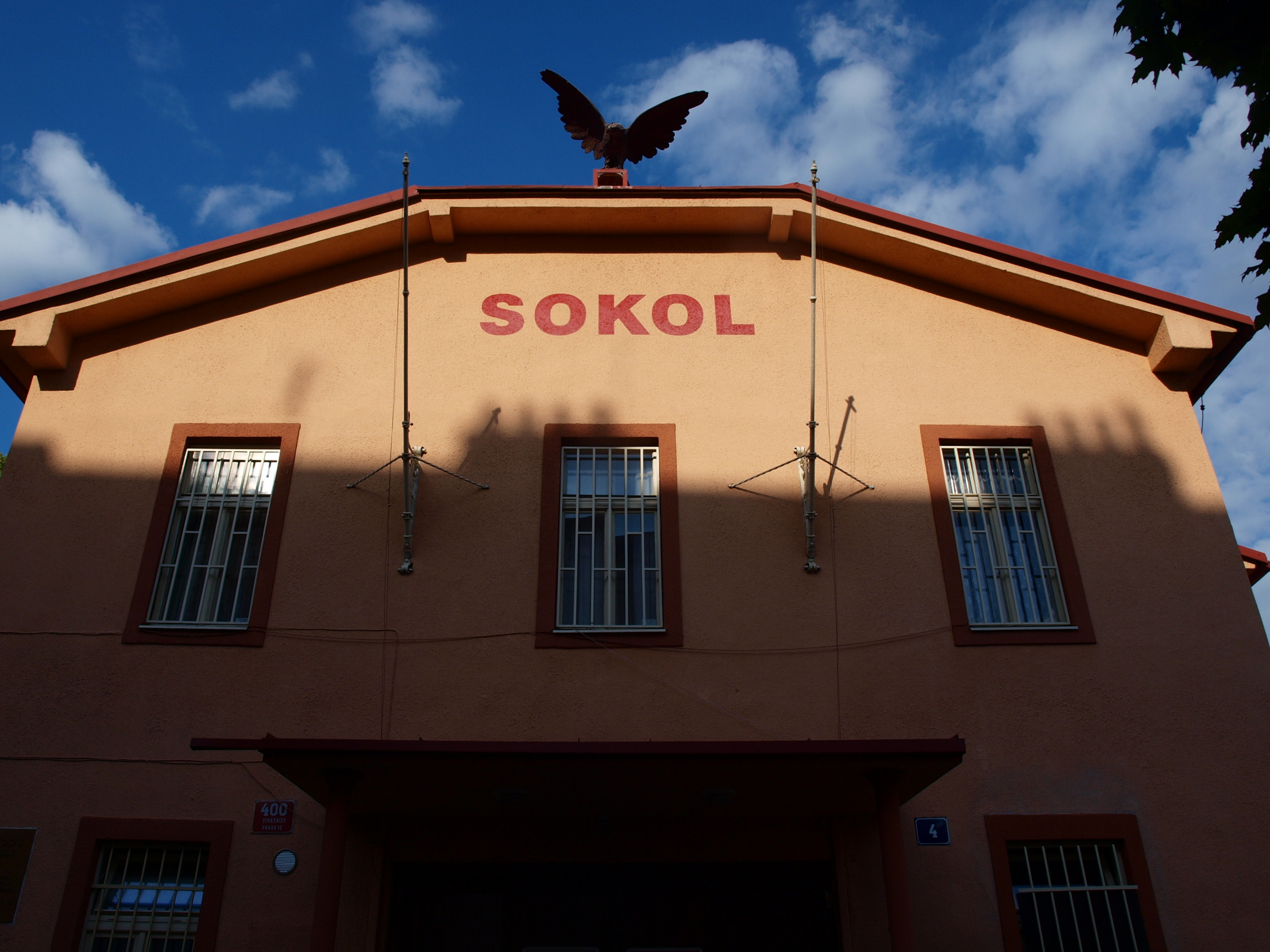
Strašnická sokolovna - vstup
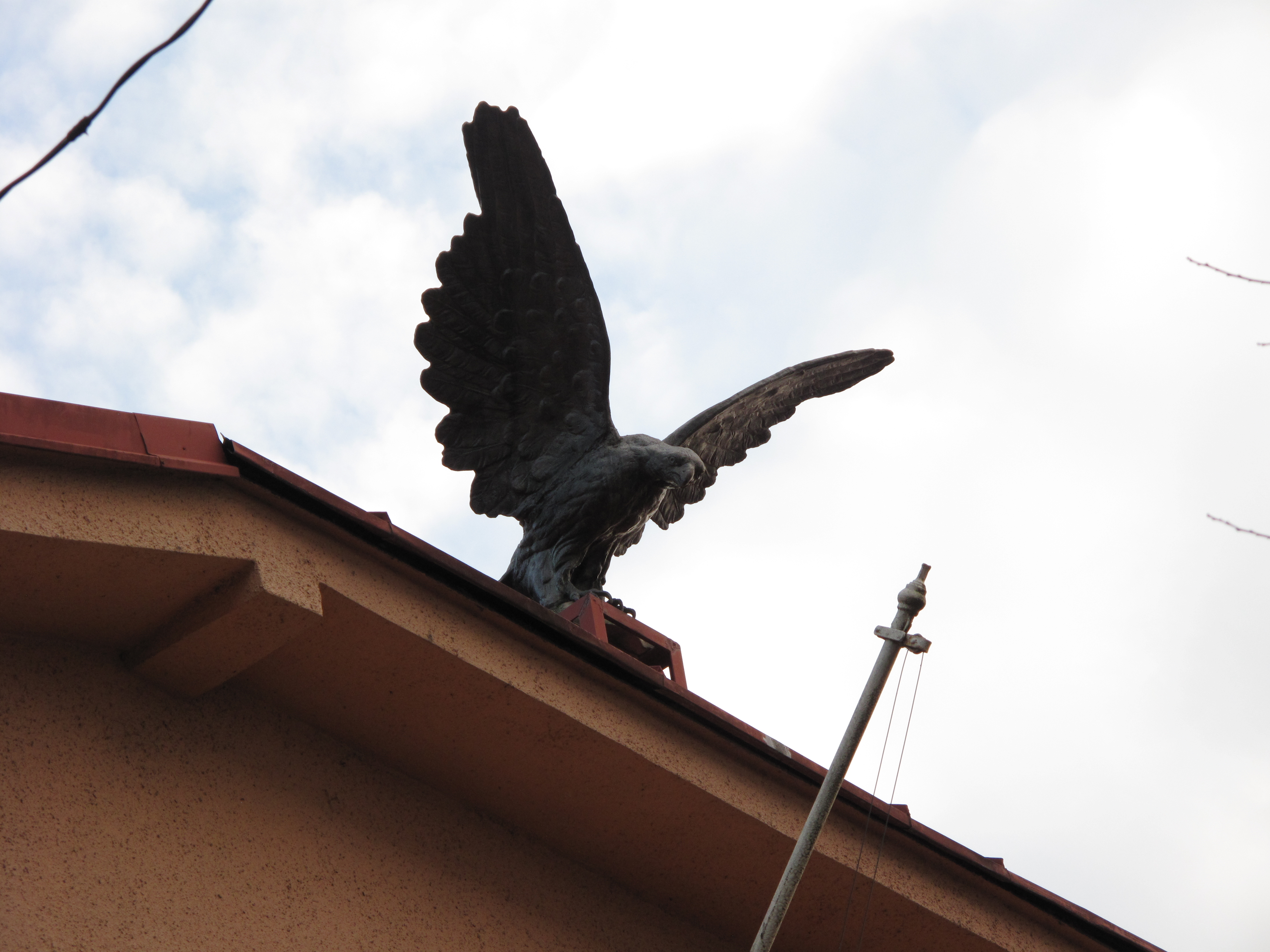
Socha sokola na štítu sokolovny
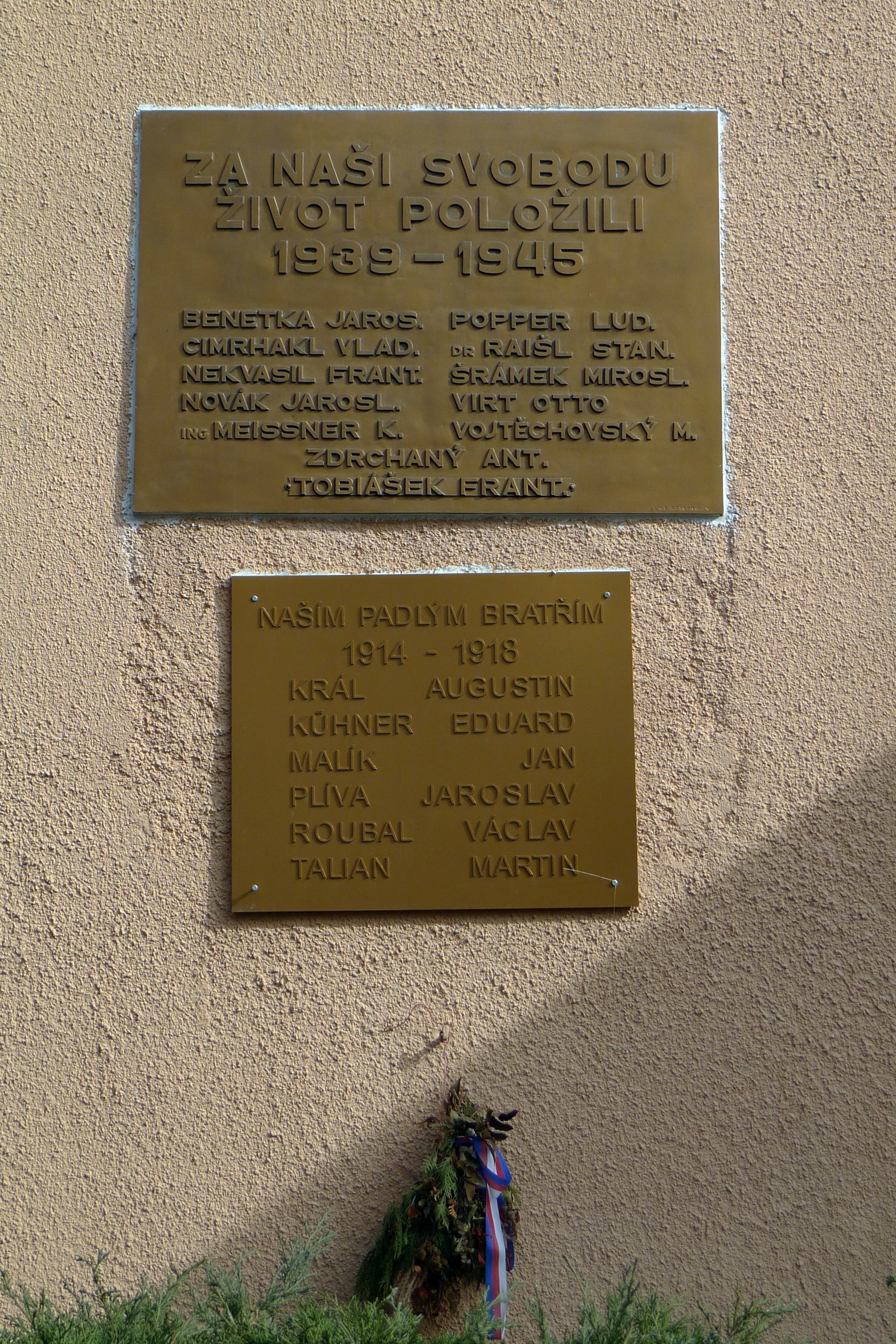
Pamětní deska na budově sokolovny